# Vikos
Soutěska Vikos (řecky Φαράγγι του Βίκου) je kaňon řeky Voidomatis ležící na území řecké obce Zagori. Tvoří součást národního parku Vikos–Aoös v kraji Epirus, který byl roku 2007 zařazen na seznam geoparků UNESCO. Rokle je dlouhá 20 km a při šířce desítek až stovek metrů dosahuje hloubky 600 až 1000 metrů, Guinnessova kniha rekordů ji uvádí jako nejhlubší rokli na světě. Tvoří jižní úbočí horského masivu Tymfi, stěny jsou tvořeny vápencem a dolomitem.
Rokle je chráněným územím, kde je zakázána pastva a těžba dřeva, a patří k hlavním turistickým atrakcím v pohoří Pindos. Žije zde kamzík horský, medvěd hnědý, kočka divoká, sup bělohlavý a orel skalní, vegetaci tvoří třemdava, hojník, třezalka tečkovaná, bez černý a lípa stříbrná. Díky množství divoce rostoucích bylin byly okolní vesnice známy množstvím přírodních léčitelů, zvaných vikoiatroi. Podle archeologických nálezů byla lokalita osídlena již v epipaleolitu, architektonickou památkou je pravoslavný klášter svaté Paraskevy z 15. století, postavený z místního kamene.